# Calamocha
Calamocha este un oraș, reședința administrativă a comarcii Jiloca, în provincia Teruel și comunitatea Aragon. Are o populație de 4776 de locuitori. (2009).
1. ↑  Nomenclátor Geográfico de Municipios y Entidades de Población (20240402 edition)
2. ↑   https://datos.gob.es/es/catalogo/a02002834-nomenclator-ano-20147 Lipsește sau este vid: |title= (ajutor)